# Julio Córdova
Julio Ernesto Córdova Olivares (* 7. Februar 1911; † 9. Juli 1986) war ein chilenischer Fußballspieler. Der Mittelfeldspieler absolvierte vier Länderspiele für Chile.

## Vereinskarriere
Julio Córdova spielte von 1933 bis 1934 und 1939 beim CD Magallanes. Mit den Albicelestes gewann er die Meisterschaften 1933 und 1934.

## Nationalmannschaftskarriere
Jorge Córdova debütierte für die Nationalmannschaft unter Pedro Mazullo bei der 1:5-Niederlage gegen Paraguay beim Campeonato Sudamericano 1939 in Peru, als er für Luis Ponce eingewechselt wurde. Bei der Südamerikameisterschaft, an der auch sein Bruder Jorge Córdova teilnahm, kam er noch zu zwei weiteren Einsätzen. La Roja belegte nach einem Sieg und drei Niederlagen den vierten Turnierplatz. Im Februar 1939 bestritt Córdova beim Freundschaftsspiel gegen Paraguay sein viertes und letztes Länderspiel.

## Erfolge
Magallanes
- Chilenischer Meister: 1933, 1934

## Sonstiges
Sein jüngerer Bruder Jorge Córdova war ebenfalls professioneller Fußballspieler beim CD Magallanes und der Nationalmannschaft.